# Songbook Vol. 1: Bus Stop Serenade
Songbook Vol. 1: Bus Stop Serenade ist ein Jazzalbum von Brian Lynch. Die im August 2016 im Red Rock Studio in Saylorsburg, Pennsylvania, entstandenen Aufnahmen erschienen 2021 auf dem Label Hollistic MusicWorks.

## Hintergrund
Mit Bus Stop Serenade eröffnete Brian Lynch eine Reihe von Alben, die sein gesamtes kompositorisches Werk zusammenfassen, das im Laufe seiner Karriere über vierzig Jahre entstand und in zahlreichen Aufnahmen verbreitet wurde. Die auf Bus Stop Serenade versammelten Kompositionen wurden ursprünglich zwischen Mitte der 1990er-Jahre und dem folgenden Jahrzehnt von Lynch komponiert. Vor einigen Jahren gründete der Trompeter sein eigenes Label (Hollistic MusicWorks) und begann damit, ältere Kompositionen neu zu interpretieren. Lynch arbeitete bei diesem ersten Album der Reihe mit zwei langjährigen musikalischen Partnern, dem Saxophonisten Jim Snidero und dem Pianisten Orrin Evans, außerdem mit dem Bassisten Boris Kozlov und dem Schlagzeuger Donald Edwards.
„Ich hänge sehr an all den Melodien, die ich im Laufe der Jahre geschrieben habe“, erklärte Lynch in einer Pressemitteilung, „und hatte oft das Gefühl, dass sie von ein wenig Aufmerksamkeit in Form neuer Versionen profitieren würden, die sie vorstellen, für zeitgenössische Hörer, die mit meinem früheren Werk vielleicht nicht vertraut sind.“
Das Doppelalbum enthält neben der Kompaktversion mit den ausgewählten Versionen auch eine zweite CD mit den alternativen Takes. Die Aufnahmen entstanden im Red Rock Studio nahe Delaware Water Gap, wo sich der legendäre Jazzclub der Region befindet, der Deer Head Inn, in dem sie am Abend zuvor ihre Generalprobe hatten.

## Titelliste
- Bryan Lynch: Songbook Vol. 1: Bus Stop Serenade (Hollistic Music Works HMW 19)[3]

### CD1 – The Express Route
1. 24-7 5:50
2. Afinique 7:11
3. On the Dot 5:06
4. Bus Stop Serenade 7:26
5. Clairevoyance 9:17
6. Woody Shaw 6:29
7. Before the First Cup 8:45
8. Charles Tolliver 8:39
9. Keep Your Circle Small 6:01

### CD 2 – The Alternate Route
1. On the Dot - Take 1 5:24
2. Charles Tolliver - Take 1 8:44
3. Before the First Cup - Take 1 8:38
4. Woody Shaw - Take 1 10:15
5. Clairevoyance - Take 2 9:12
6. Bus Stop Serenade - Take 1 6:36
7. Afinique - Take 1 7:04
8. 24-7 - Take 1 9:32

Die Kompositionen stammen von Bryan Lynch.

## Rezeption
Nach Ansicht von Angelo Leonardi, der das Album in der italienischen Ausgabe von All About Jazz rezensierte, werden Hardbop-Ästheten wohl gerne die verschiedenen Versionen der Stücke vergleichen, aber dies sei letztlich eine Frage der Feinheiten: Frische und Leidenschaft würden auf den beiden CDs des Albums sowohl vor sensiblen persönlichen Eingriffen als auch mit starker melodischer Prägung strotzen. Dies sei Hardbop in exzellenter Darbietung, frisch und ausgelassen, der die etablierten Modelle der Jazztradition respektiere, ohne sich ihnen vollkommen zu verschreiben.
Morgan Enos schrieb in JazzTimes, Lynch sei ein unbestrittener, zurückhaltender Meister der Trompete. Das Material hier sei durchweg ausgezeichnet. Wenn man nicht genug vom Straight-ahead-Jazz bekommen könne, sei dies eine großzügige Portion von einigen seiner größten aktuellen Künstler des Subgenres. Zusammen swinge das Quintett um den Trompeter einfach wunderbar, und seine Band-„Maschine“ sei von starker Kameradschaft und Expertise geölt.